# Newave Energy Holding
Die Newave Energy Holding SA mit Sitz in Quartino in der Tessiner Gemeinde Gambarogno ist ein international tätiger Schweizer Hersteller von Systemen zur unterbrechungsfreien Stromversorgung (USV). 

## Geschichte
Das 1993 durch Vllaznim Xhiha und Filippo Marbach gegründete Unternehmen verfügt über Tochtergesellschaften in neun weiteren Ländern und erwirtschaftete 2009 mit 182 Mitarbeitern einen Umsatz von 78,1 Millionen Schweizer Franken. Seit Juli 2007 bis zur Übernahme durch die ABB Gruppe im Jahr 2012 war Newave Energy Holding an der Schweizer Börse SIX Swiss Exchange kotiert. Am 27. Februar 2012 erfolgte die Integration in die ABB Schweiz AG.